# Ponte sospeso di Clifton
Il ponte sospeso di Clifton è un ponte sospeso aperto nel 1864 sul fiume Avon tra Clifton, Bristol e Leigh Woods, Somerset.
Costruito da William Henry Barlow e John Hawkshaw, su progetto di Isambard Kingdom Brunel, è tutelato come monumento classificato di grado I. Sin dalla sua apertura è stato soggetto a pedaggio per finanziarne la manutenzione.

## Storia
Sulla torre Leigh Woods (a sud) troviamo un’iscrizione che ci anticipa la lunga storia del Ponte di Clifton: SUSPENSA VIX VIA FIT, che tradotto significa “una via sospesa alla fine è stata fatta” letteralmente "Sospesa, alla fine, la via è stata fatta"
Infatti il progetto inizia nel 1754 e non finirà prima del 1864, esattamente 110 anni dopo.
La storia del ponte nasce nel 1754, quando il commerciante di vino William Vick decise di mettere da parte £1000 con la volontà che questi soldi fossero rimasti intatti fino a quando non si sarebbe raggiunta la somma di £10.000 per la costruzione di un ponte di pietra sulla gola dell’Avon. Vick morì di lì a poco ma nel 1829 il suo legale raggiunse la cifra necessaria per poter convocare una commissione al fine di realizzare il suo sogno. Fu presto evidenziato però che un ponte di quelle dimensioni necessitava di un investimento di almeno £90.000. Si ipotizzò allora che un ponte sospeso in ferro sarebbe risultato più economico, grazie anche alla ricchezza di materiale in quel territorio, anche se comunque sarebbe risultato necessario far pagare un pedaggio per recuperare i soldi investiti.
Così venne indetto un primo concorso nel 1829, giudicato dall’ingegnere Thomas Telford, già rinomato a livello internazionale, anche conosciuto come “The Builder of Britain” e “The Father of Civil Engineering”.
Telford rifiutò tutti i progetti candidati e nominò il suo stesso progetto come vincitore del concorso. Lui aveva ipotizzato un ponte a tre campate sostenuto da due torri gotiche. Il suo gesto non fu ben visto dalla popolazione locale, tant’è che l’anno successivo, nel 1830, si decise di rifare il concorso. Tra tutti, si candidò per la seconda volta Isambard Kingdom Brunel con quattro disegni progettuali. Arrivò secondo ma, convinto che il suo fosse uno dei progetti più originali, convinse la giuria a farsi attribuire il primo posto, assegnatogli ufficialmente il 16 marzo 1831, con cerimonia inaugurale e posa della prima pietra il 21 giugno 1831.
Brunel riteneva il Ponte di Clifton il suo tesoro ma, tra problemi finanziari e disaccordi contrattuali, non lo vide finito poiché morì nel 1859, cinque anni prima del completamento della costruzione.
Dopo la sua morte, venne formata una nuova compagnia dai componenti dell’istituzione degli ingegneri civili. I lavori iniziarono a novembre 1862 con Barlow e Hawkshaw come ingegneri e il ponte venne inaugurato a dicembre del 1864.